# Le Radical (1871-1872)
Le Radical est un journal politique français, publié à Paris du 15 octobre 1871 au 29 juin 1872.

## Histoire
Élus conseillers municipaux de Paris lors des élections de juillet 1871, Arthur Ranc et Jules Mottu projettent la fondation d'un nouveau journal, qu'ils prévoient d'intituler Le Radical en accord avec leur tendance politique, le républicanisme radical.
L'État de siège en vigueur depuis la répression de la Commune complique cependant le lancement du journal. Une affiche annonçant sa parution prochaine est ainsi interdite par le gouverneur de Paris, le général de Ladmirault, au début du mois de septembre. Un autre obstacle est posé par des désaccords momentanés entre Ranc et Mottu quant à leurs rôles éditoriaux respectifs. Le premier numéro paraît finalement le 14 octobre 1871. Mottu est le directeur de ce quotidien politique.
Condamné le 7 avril 1872 à deux ans d'emprisonnement pour des malversations commises dans le cadre de ses activités de banquier, Mottu renonce aussitôt à la direction du Radical. Il est alors remplacé par un comité présidé par Armand Adam, membre de la Ligue d'union républicaine des droits de Paris, frère du député Edmond Adam et du conseiller municipal Adolphe Adam. Les autres membres de ce comité sont Yves Guyot, Sigismond Lacroix et Louis Asseline.
Accusé de provoquer « à la haine et au mépris du gouvernement et de l'armée », Le Radical est finalement interdit par ordre du général Ladmirault le 28 juin 1872.
Le 23 novembre de la même année, La Résurrection, journal radical dirigé par Jean Grégoire (d), est interdit dès son second numéro, Ladmirault ayant jugé que ce quotidien n'était « que la continuation du journal Le Radical ».
Un second Radical, lancé par Sigismond Lacroix en 1877, vit à son tour moins d'une année car il est supprimé par le régime du 16 mai. Il faut par conséquent attendre 1881 et le vote de la loi sur la liberté de la presse pour assister à la fondation d'un nouveau Radical, qui durera quant à lui près d'un demi-siècle.

## Collaborateurs

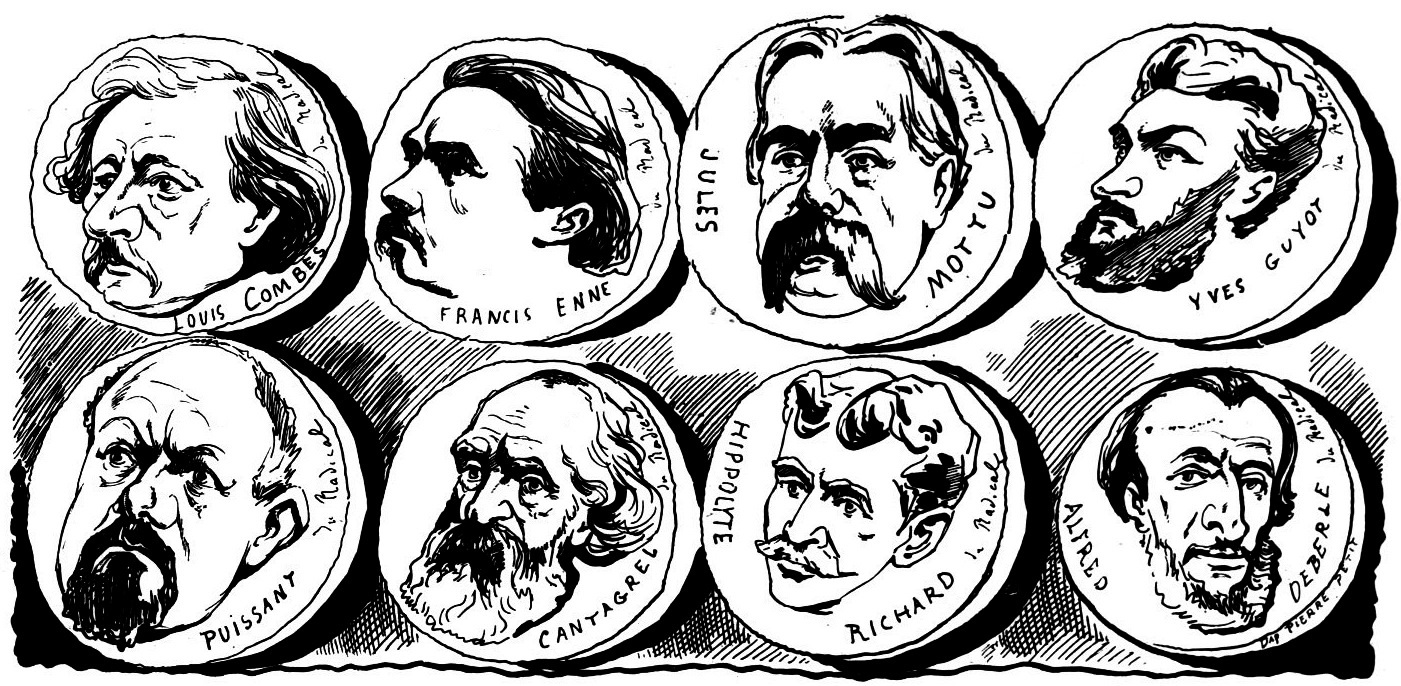
Caricatures des rédacteurs du Radical par Faustin

- Émile Acollas[4]
- François Allain-Targé[9]
- Louis Asseline[5]
- Gustave Batiau[4]
- Léon Bienvenu[4]
- Lucien Bouhault[4]
- François Cantagrel[3]
- Louis Combes[3]
- Édouard Conscience[3]
- Alfred Deberle (d)[8]
- Francis Enne[8]
- H. Fontan[4]
- Yves Guyot[8]
- Sigismond Lacroix[5]
- Olivier Leguéreau[4]
- Édouard Lockroy[3]
- Onésime Monprofit[9]
- Jules Mottu[3]
- Louis Pourret[9]
- Gustave Puissant[8]
- Arthur Ranc[3]
- Hippolyte Richard[8]
- Gabriel Robinet (d)[3]
- Eugène Sémérie[3]
- Élie Sorin (d)[10]
- A. Verlé[11]